# Agencija Združenih narodov za pomoč in zaposlovanje palestinskih beguncev na Bližnjem vzhodu
Agencija Združenih narodov za pomoč in zaposlovanje palestinskih beguncev na Bližnjem vzhodu (angleško United Nations Relief and Works Agency for Palestine Refugees in the Near East, UNRWA) je agencija ZN, ki podpira pomoč in človeški razvoj palestinskih beguncev. Mandat agencije zajema Palestince, ki so pobegnili ali bili izgnani med nakbo, palestinsko vojno leta 1948, in poznejšimi konflikti, ter njihove potomce, vključno z zakonito posvojenimi otroki. Od leta 2019 je več kot 5,6 milijona Palestincev registriranih pri agenciji kot begunci.